# Ферула (растение)
Фе́рула (лат. Ferula) — род цветковых растений семейства Зонтичные (Apiaceae).
Латинское название рода происходит от лат. ferula — лоза, прут, розга; сухие стебли растений употреблялись в античной и средневековой школе для наказания учеников.
Представители рода произрастают в Средиземноморье, северной Африке, Западной, Центральной и умеренном климате Восточной Азии.

## Ботаническое описание
Это многолетние травянистые растения, часто с толстым и высоким, иногда гигантским стеблем, высотой 1—4 метра.
Листья преимущественно прикорневые, собранные в розетку, с тройчаторассечённой пластиной.
Зонтики большие, без обёртки, собраны в метёлку. Бывает два типа расположения зонтиков:
- в первом случае центральный зонтик с обоеполыми цветками, боковые с мужскими или смешанные;
- во втором случае все зонтики одинаковые.

Цветки полигамные, жёлтые или беловатые. Лепестки длиной 1—3,5 мм, плоские или вдавленные по центральной жилке. Столбик короткий; рыльце головчатое, шиловидное, редко утолщённое.
Полуплодики плоскосжатые, с нитевидными, реже острыми рёбрами.

## Значение и применение
Клейкие ароматные камедесмолы, называемые гальбан, производимые некоторыми видами ферулы, широко используются в кулинарии и медицине.

## Классификация

### Таксономия
Род Ферула входит в семейство Зонтичные (Apiaceae) порядка Зонтикоцветные (Apiales).
|  |                                      |  |                                                             |                                                             |                     |  | ещё 8 семейств (согласно Системе APG II) |                     |                     |                 |
|  |                                      |  |                                                             |                                                             |                     |  |                                          |                     |                     | около 170 видов |
|  |                                      |  |                                                             | порядок Зонтикоцветные                                      |                     |  |                                          |                     | род Ферула          |                 |
|  |                                      |  |                                                             | порядок Зонтикоцветные                                      |                     |  |                                          |                     | род Ферула          |                 |
|  | отдел Цветковые, или Покрытосеменные |  |                                                             |                                                             | семейство Зонтичные |  |                                          |                     |                     |                 |
|  | отдел Цветковые, или Покрытосеменные |  |                                                             |                                                             |                     |  |                                          |                     |                     |                 |
|  |                                      |  | ещё 44 порядка цветковых растений (согласно Системе APG II) | ещё 44 порядка цветковых растений (согласно Системе APG II) |                     |  |                                          | ещё более 300 родов | ещё более 300 родов |                 |
|  |                                      |  |                                                             | ещё 44 порядка цветковых растений (согласно Системе APG II) |                     |  |                                          |                     | ещё более 300 родов |                 |

### Синонимы
- Agasulis Raf.
- Buniotrinia Stapf & Wettst.
- Dardanis Raf.
- Diserneston Jaub. & Spach
- Dorema D.Don
- Eriosynaphe DC.
- Euryangium Kauffm.
- Merwia B.Fedtsch.
- Narthex Falc.
- Pinacantha Gilli
- Polycyrtus Schltdl.
- Schumannia Kuntze
- Scorodosma Bunge
- Soranthus Ledeb. — Кучкоцветник
- Sumbulus H.Reinsch
- Talassia Korovin

### Виды
По данным сайта The Plant List род насчитывает около 200 видов, некоторые из них:
- Ferula assa-foetida L. — Ферула вонючая, или Асафетида
- Ferula ceratophylla Regel & Schmalh. — Ферула роголистная
- Ferula clematidifolia Koso-Pol. — Ферула ломоносолистная
- Ferula communis L. — Ферула обыкновенная
- Ferula dissecta (Ledeb.) Ledeb. — Ферула рассечённая
- Ferula equisetacea Koso-Pol. — Ферула хвощевая
- Ferula ferganensis Lipsky ex Korovin — Ферула ферганская
- Ferula ferulaeoides (Steud.) Korovin — Ферула метельчатая
- Ferula foetidissima Regel & Schmalh. — Ферула пахучая
- Ferula gummosa Boiss. — Ферула камеденосная
- Ferula gypsacea Korovin — Ферула гипсовая, или Ферула гипсолюбивая
- Ferula karakalensis Korovin — Ферула каракалинская
- Ferula karatavica Regel & Schmalh. — Ферула боролдайская
- Ferula karataviensis (Regel & Schmalh.) Korovin — Ферула каратавская
- Ferula kokanica Regel & Schmalh. — Ферула кокандская
- Ferula lapidosa Korovin — Ферула каменная
- Ferula leiophylla Korovin — Ферула гладколистная
- Ferula leucographa Korovin — Ферула белополосчатая
- Ferula litwinowiana Koso-Pol. — Ферула Литвинова
- Ferula mollis Korovin — Ферула мягкая
- Ferula moschata (H.Reinsch) Koso-Pol. — Ферула мускусная, или Сумбул, или Мускусный корень
- Ferula oopoda (Boiss. & Buhse) Boiss. — Ферула яйцевидная
- Ferula orientalis L. — Ферула восточная
- Ferula ovina (Boiss.) Boiss. — Ферула овечья
- Ferula pallida Korovin — Ферула бледнозелёная
- Ferula penninervis Regel & Schmalh. — Ферула перистонервная, или Ферула перистожильчатая
- Ferula rigidula DC. — Ферула жестковатая
- Ferula rubroarenosa Korovin — Ферула краснопесчаниковая
- Ferula sibirica Willd. — Ферула сибирская, или Ферула горичниколистная
- Ferula soongarica Pall. ex Spreng. — Ферула джунгарская, или Омик
- Ferula tatarica Fisch. ex Spreng. — Смолоносница татарская, или Ферула татарская
- Ferula tenuisecta Korovin — Ферула тонкорассечённая
- Ferula teterrima H.Karst. & Kir. — Ферула дурнопахнущая
- Ferula tingitana L. — Ферула тингитанская
- Ferula transiliensis (Herder) Pimenov — Ферула заилийская
- Ferula violacea Korovin — Ферула фиолетовая